# Comloșu Mare, Timiș
Comloșu Mare (în germană Grosskomlosch; Großhopfendorf, în maghiară Nagykomlós) este satul de reședință al comunei cu același nume din județul Timiș, Banat, România. A fost capitala plășii Comloș, din județul interbelic Timiș-Torontal.

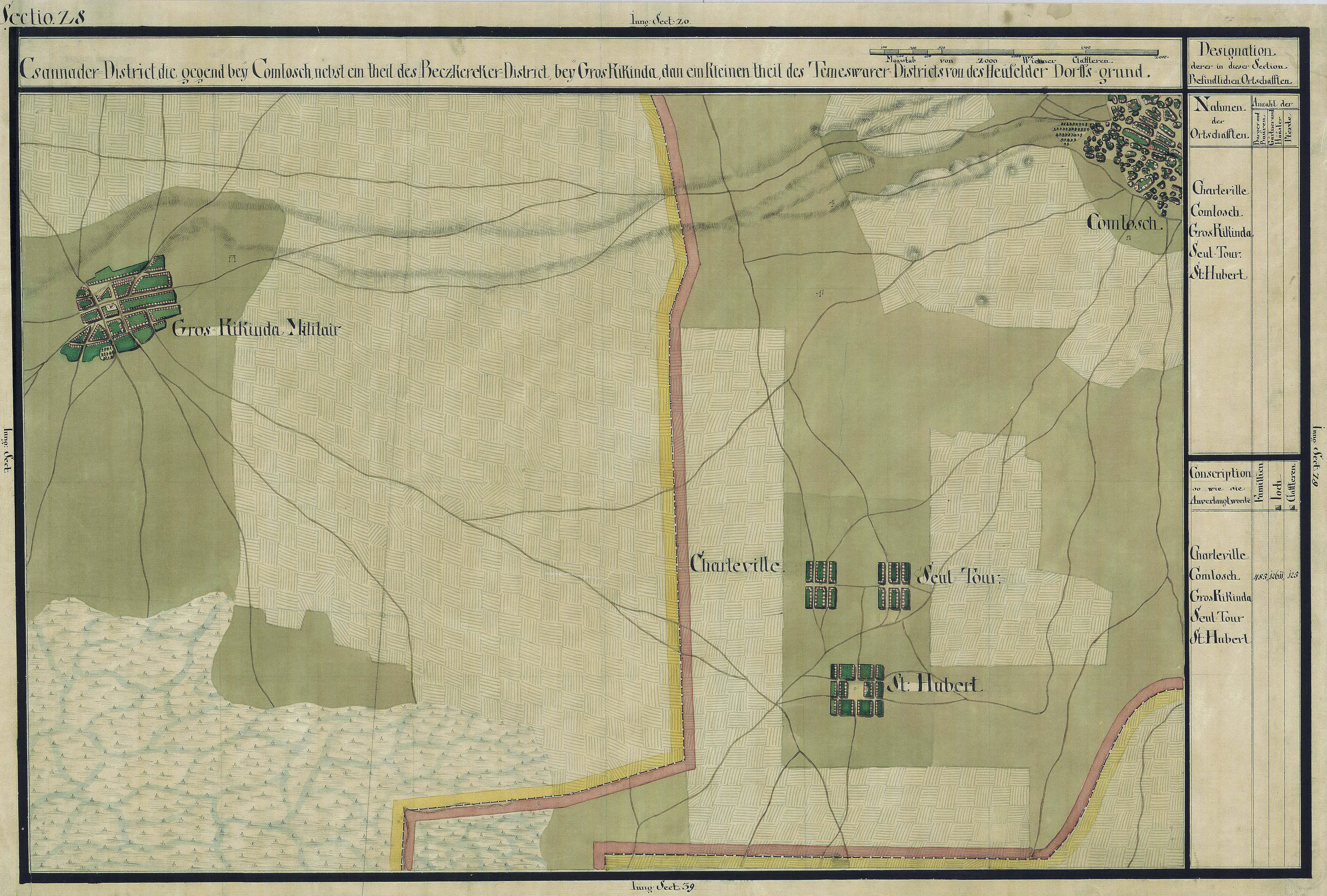
Comloșu Mare în Harta Iosefină a Banatului, 1769-72

Actuala așezare a fost întemeiată în 1743 de olteni veniți din Craiova, Livezi, Slatina și Polovragi iar în 1781 domeniul a fost cumpărat de familia de macedoromâni Nacu, împreună cu pământurile de la Sânnicolau Mare. Noii proprietari au adus aici mai mulți coloniști din Sfântul Imperiu Roman de Limbă Germană, iar în secolul al XIX-lea comuna devenise una din cele mai importante localități din această zonă a Banatului, căci pe aici trecea poștalionul Timișoara–Viena, care oprea în fața vechiului han păstrat până astăzi, de unde lua sau lăsa călătorii. La începutul secolului trecut, mulți comloșeni au emigrat în America, după moda vremii, s-au întors acasă înstăriți și au cumpărat pământ.

## Personalități
- Zaharia Boerescu (1809 - 1884), profesor, conducător în Revoluția de la 1848;
- Iulian Grozescu (1839–1872), publicist
- Vasile Chiroiu (1910–1976), fotbalist român
- Hans Diplich (1909–1990), poet, prozator
- William Totok (n. 1951), poet, scriitor
- Meletie Drăghici (1814 - 1891), preot ortodox român, protopop al Jebelului și al Timișoarei, avocat, publicist și promotor al emancipării naționale a românilor din Banat.